# Diana Gutjahr

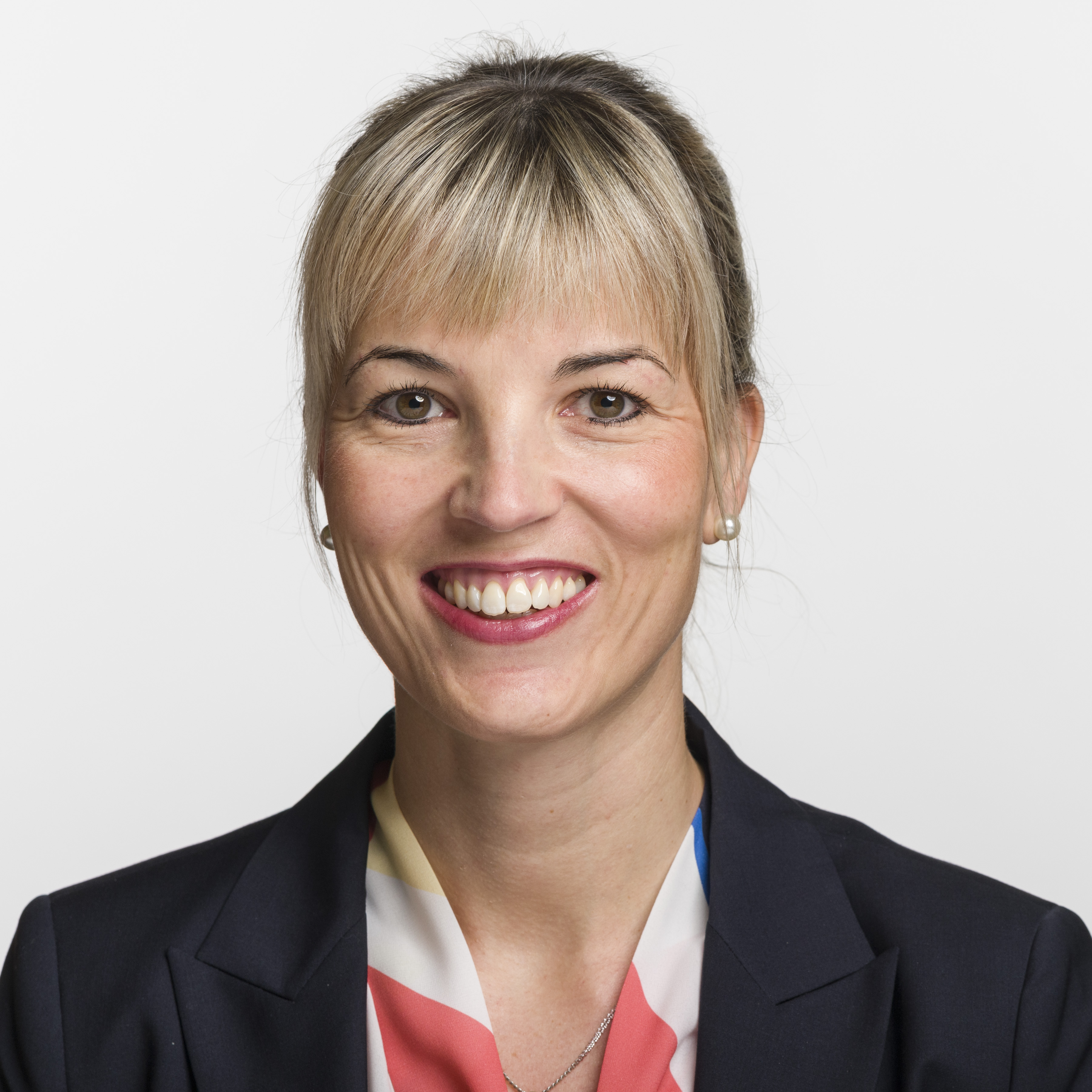
Diana Gutjahr (2019)

Diana Gutjahr (* 13. Januar 1984 in Münsterlingen) ist eine Schweizer Politikerin (SVP) und Unternehmerin. Sie ist seit 2017 Nationalrätin.

## Biografie
Diana Gutjahr machte eine KV-Lehre im elterlichen Unternehmen und studierte Betriebswirtschaft in St. Gallen, wo sie als Betriebsökonomin FH abschloss. Sie ist als Delegierte des Verwaltungsrats in der Geschäftsleitung des mittelständischen Familienunternehmens Ernst Fischer AG, Stahl- und Metallbau in Romanshorn, das sie mit ihrem Ehemann zusammen leitet.
Von April 2012 bis Oktober 2017 war Gutjahr Kantonsrätin im Grossen Rat des Kantons Thurgau. Seit 2013 ist sie Vizepräsidentin des Thurgauer Gewerbeverbands sowie Vizepräsidentin der Arbeitgebervereinigung Region Romanshorn und der SVP Amriswil.
Nachdem Hansjörg Walter sich Ende November 2017 aus dem Nationalrat zurückgezogen hatte, rückte sie für diesen nach. Bei den Parlamentswahlen vom 20. Oktober 2019 wurde sie mit dem besten Wahlresultat im Kanton Thurgau bestätigt. Sie hat sich die politischen Schwerpunkte Wirtschaft und Bildung gesetzt. Sie ist Mitglied der Kommission für Wissenschaft, Bildung und Kultur sowie Co-Präsidentin der parlamentarischen Gruppen «Berufsbildung» und «Weiterbildung» und Mitglied der Gruppen «Bildung, Forschung und Innovation», «Fair ist anders», «Luft- und Raumfahrt», «Rock/Pop im Bundeshaus», «Sport», «TC Bundeshaus», «Wirtschafts- und währungspolitischer Arbeitskreis» sowie «Wohn- und Grundeigentum» (Stand: April 2022).
Gutjahr ist verheiratet, hat einen Sohn (* 2022) und wohnt in Amriswil.